# Роберт Ерншо
Роберт Ерншо (енгл. Robert Earnshaw; Муфулира, 6. април 1981) је велшки фудбалски тренер и бивши фудбалер.

## Биографија
Једини је фудбалер који је постигао хет-трик у Премијер лиги, све три дивизије Енглеске фудбалске лиге, Лига купу, ФА купу и за своју земљу на међународној утакмици.
Ерншо је рођен у Замбији и одрастао је у јужном делу Велса. Придружио се Кардиф ситију као део омладинског програма 1997. године, а годину дана касније постао је професионалац. Након што је дебитовао у шеснаестој години, играо је кратко на позајмици за Гринок мортон пре него што се учврстио у првом тиму. Његово плодно постизање голова оборило је неколико клупских рекорда док је помагао клубу да избори пласман у Прву дивизију 2003. године. Постигавши преко 30 гола у Првој дивизији после промоције, придружио се премијерлигашу Вест Бромич албиону за 3,5 милиона фунти у августу 2004. године.
Играо је за неколико енглеских клубова пре него што је касније током каријере играо у Израелу, Канади и Сједињеним Државама. За Велс је дебитовао на међународном нивоу 2002. године и постигао је 16 голова у 59 утакмица за националну екипу, што га је учинило седмим на списку стрелаца Велса.